# قاضی جهنمی
قاضی جهنمی (انگلیسی: The Judge from Hell؛‏ کره‌ای: 지옥에서 온 판사) یک مجموعه تلویزیونی محصول کره جنوبی با بازی پارک شین هه و کیم جه یونگ است. این مجموعه از ۲۱ سپتامبر ۲۰۲۴، روزهای جمعه و شنبه ساعت ۲۲:۰۰ (کی‌اس‌تی) از اس‌بی‌اس پخش شد. این مجموعه همچنین برای استریم در دیزنی پلاس در مناطق منتخب قابل دسترسی است.

## بازیگران

### اصلی
- پارک شین هه در نقش کانگ بیت نا[۱]
- کیم جه یونگ در نقش هان دا اون[۱]

### مکمل
- چوی دونگ گو در نقش جونگ سون هو[۲]
- دو اون ها در نقش چوی وون کیونگ[۳]

## تولید
قاضی جهنمی به نویسندگی جو یی سو، به کارگردانی پارک جین پیو و به تهیه‌کنندگی استودیو اس است.
در ۲۹ دسامبر ۲۰۲۳، بازیگران پارک شین هه و کیم جه یونگ برای این مجموعه تأیید شدند.